# HD 125642
HD 125642，又名BD+39 2750，SAO 64072、HR 5373，是一颗恒星，视星等为6.33，位于銀經70.85，銀緯68.19，其B1900.0坐标为赤經14h 15m 41.3s，赤緯+39° 68.19′ 13″。